# Beryl H. Turner
Mme Beryl H. Turner, Beryl Spowers de son nom de jeune fille, est une joueuse de tennis australienne des années 1920.
En 1923, elle a été finaliste du double dames du Championnat d'Australasie, associée à Margaret Molesworth. 

## Palmarès (partiel)

### Finale en double dames
| No | Date       | Nom et lieu du tournoi              | Catégorie | Surface      | Vainqueures                   | Partenaire          | Score    |          |
| -- | ---------- | ----------------------------------- | --------- | ------------ | ----------------------------- | ------------------- | -------- | -------- |
| 1  | 11/08/1923 | Australasian Championships Brisbane | G. Chelem | Gazon (ext.) | Esna Boyd Sylvia Lance Harper | Margaret Molesworth | 6-1, 6-4 | Parcours |

## Parcours en Grand Chelem (partiel)
Si l’expression « Grand Chelem » désigne classiquement les quatre tournois les plus importants de l’histoire du tennis, elle n'est utilisée pour la première fois qu'en 1933, et n'acquiert la plénitude de son sens que peu à peu à partir des années 1950.

### En simple dames
| Année | Championnat d'Australasie Championnat d'Australie | Championnat d'Australasie Championnat d'Australie | Championnat de France Internationaux de France | Championnat de France Internationaux de France | Wimbledon | Wimbledon | US National | US National |
| ----- | ------------------------------------------------- | ------------------------------------------------- | ---------------------------------------------- | ---------------------------------------------- | --------- | --------- | ----------- | ----------- |
| 1923  | 1er tour (1/8)                                    | J. Haymen                                         | -                                              | -                                              | -         | -         | -           | -           |
| 1926  | 1/4 de finale                                     | Sylvia Lance                                      | -                                              | -                                              | -         | -         | -           | -           |
| 1927  | 1/2 finale                                        | Sylvia Lance                                      | -                                              | -                                              | -         | -         | -           | -           |

À droite du résultat, l’ultime adversaire.

### En double dames
| Année | Championnat d'Australasie Championnat d'Australie | Championnat d'Australasie Championnat d'Australie | Championnat de France Internationaux de France | Championnat de France Internationaux de France | Wimbledon | Wimbledon | US National | US National |
| ----- | ------------------------------------------------- | ------------------------------------------------- | ---------------------------------------------- | ---------------------------------------------- | --------- | --------- | ----------- | ----------- |
| 1923  | Finale M. Molesworth                              | Esna Boyd Sylvia Lance                            | -                                              | -                                              | -         | -         | -           | -           |
| 1926  | 1/4 de finale A. Hooper                           | Sylvia Lance R. Richardson                        | -                                              | -                                              | -         | -         | -           | -           |
| 1927  | 1/4 de finale K. Irving                           | L. Bickerton Meryl O'Hara                         | -                                              | -                                              | -         | -         | -           | -           |

Sous le résultat, la partenaire ; à droite, l’ultime équipe adverse.

### En double mixte
| Année | Championnat d'Australasie Championnat d'Australie | Championnat d'Australasie Championnat d'Australie | Championnat de France Internationaux de France | Championnat de France Internationaux de France | Wimbledon | Wimbledon | US National | US National |
| ----- | ------------------------------------------------- | ------------------------------------------------- | ---------------------------------------------- | ---------------------------------------------- | --------- | --------- | ----------- | ----------- |
| 1923  | 1er tour (1/8) L. Thurlow                         | Mitchell E. Jordan                                | -                                              | -                                              | -         | -         | -           | -           |
| 1927  | 2e tour (1/8) Edgar Moon                          | Gladys Toyne Lum Pao-Hua                          | -                                              | -                                              | -         | -         | -           | -           |

Sous le résultat, le partenaire ; à droite, l’ultime équipe adverse.